# Dita Portová
Dita Portová (* 28. února 1971) je česká politička, lídr Veřejných zájmů Plzně na magistrát v roce 2014, jako nezávislá
kandidátka s podporou Iniciativy za levnější MHD, spolku PFANS a Úsvitu
přímé demokracie.

## Život
Po absolvování Gymnázia Cheb vystudovala obor ekonomika terciární sféry na Fakultě ekonomické Západočeské univerzity v Plzni V letech 1993 až 2000 pracovala jako referentka u Západočeské energetiky, a.s. Pak krátce působila na pozici ekonomické náměstkyně v Masokombinátu Klatovy, a.s. Následně od roku 2003 do roku 2006 se živila jako ekonomická ředitelka společnosti XAVEROV, a.s. a od roku 2006 do roku 2008 jako referentka ve firmě XAVERgen, a.s. V roce 2009 se stala ekonomickou ředitelkou Šumavského masokombinátu, a.s.
Dita Portová je vdaná.

## Politické působení
Od roku 2013 byla členka Komise pro otevřený kraj Plzeňského kraje. Byla členkou Strany Práv Občanů ZEMANOVCI, a to od ledna 2010 do ledna 2014. Od března do října 2013 byla místopředsedkyní SPOZ a zároveň byla předsedkyní strany v Plzeňském kraji od ledna 2011 do října 2013.
Neúspěšně se také pokoušela prosadit ve vyšší politice. Ve volbách do Poslanecké sněmovny PČR v roce 2010 kandidovala na čtvrtém místě plzeňské kandidátky (SPOZ se nakonec do Poslanecké sněmovny vůbec nedostala). Podobně v krajských volbách v roce 2012, kde figurovala na druhém místě kandidátky, se SPOZ nedostala ani do Zastupitelstva Plzeňského kraje (strana získala jen 3,42 % hlasů).
Na sjezdu SPOZ v Praze v březnu 2013 byla zvolena místopředsedkyní strany. V říjnu 2013 však na post rezignovala, protože strana podle ní nebyla schopna sebereflexe po prohraných volbách do Poslanecké sněmovny PČR. V lednu 2014 byla ze SPOZ společně s dalšími zakládajícími členy vyloučena.